# Tepatlán
Tepatlán är en ort i Mexiko.   Den ligger i kommunen Tantoyuca och delstaten Veracruz, i den sydöstra delen av landet, 230 km norr om huvudstaden Mexico City. Tepatlán ligger 88 meter över havet och antalet invånare är 554.
Terrängen runt Tepatlán är lite kuperad. Runt Tepatlán är det ganska tätbefolkat, med 72 invånare per kvadratkilometer. Närmaste större samhälle är Tantoyuca, 7,1 km nordost om Tepatlán. Trakten runt Tepatlán består till största delen av jordbruksmark.